# Winchester Cathedral (singolo)
"Winchester Cathedral" è un singolo realizzato nel tardo 1966 e pubblicato dalla Fontana Records. Esso raggiunse il n. 1 in Canada nella classifica RPM 100 della rivista RPM e di lì a poco il Billboard Hot 100 negli Stati Uniti. Era stato inciso dalla The New Vaudeville Band, un nuovo gruppo musicale messo insieme dal compositore britannico di canzoni Geoff Stephens. Stephens era un appassionato di music hall britannico (ciò che gli statunitensi chiamano "Vaudeville"), e così compose "Winchester Cathedral". La canzone fu registrata utilizzando un Rudy Vallée (sorta di megafono che trasforma la voce umana in maniera simile a quanto fa la sordina con le trombe) e John Carter cantò con questo apparecchio imitando il suono di un megafono. Poiché fu registrata da un gruppo di session-man, quando la canzone divenne un successo internazionale, si dovette creare, in tutta fretta, un gruppo musicale che fece una lunga tournée sotto la guida di Peter Grant, che successivamente diresse i The Yardbirds ed i Led Zeppelin.  
La canzone balzò al n. 4 nella Official Singles Chart. Giunse al n. 1 negli USA sopravanzando "You Keep Me Hangin' On" dovuta a  The Supremes il 3 dicembre 1966. Dopo una settimana al n. 1 "Winchester Cathedral" venne superata dai Beach Boys con "Good Vibrations", ma ritornò subito in testa e vi rimase per altre due settimane venendo poi scalzata da "I'm a Believer" dei The Monkees.
"Winchester Cathedral" andò al primo posto della Billboard "Easy Listening" e vi rimase per quattro settimane ed all'ottavo posto in Austria. Una cover di Dana Rollin con i The New Happiness non andò oltre il n. 70.
La canzone vinse il Grammy Award per la migliore canzone contemporanea, nonostante non fosse un rock and roll. 
Un LP, che comprendeva la canzone, venne pubblicato dalla Fontana Records, nel tardo 1966, anch'esso intitolato Winchester Cathedral.

## Cover
- Petula Clark ne incise una sua versione nell'album del 1967, Colour My World.
- Allan Sherman ne fece una versione parodia con testo diverso sulla stessa musica, nel suo album Togetherness, intitolandola "Westchester Hadassah".
- Ronnie Von ne incise una versione in portoghese ("A Catedral") nel suo secondo album del 1967.
- The Shadows ne fecero una versione strumentale nel loro album Jigsaw nel 1967.
- Fannie Flagg ne incise una sua versione nell'album del 1967, Rally 'round the Flagg (RCA Victor, LSP-3856)
- Rudy Vallée e Tony Randall furono fra gli artisti che ne fecero una loro versione.
- Pur non facendone una versione discografica, l'attrice LaWanda Page cantò la canzone inserendola in un monologo.
- La Baja Marimba Band ne registrò una versione nell'album 'Heads Up!' (cantata da Frank DeVito).
- Lawrence Welk e la sua orchestra la incisero con la voce di Bob Lido.
- Frank Sinatra la inserì nell'album That's Life.
- Claude François la registrò in lingua francese.
- Los Tres Sudamericanos ne fecero una versione in lingua spagnola.
- Natalino Otto ne riadattò una versione in italiano.